# Jack Cropp
John Urquhart „Jack” Cropp (ur. 23 maja 1927 w Hokitice, zm. 25 czerwca 2016 w Takace) – nowozelandzki żeglarz sportowy. Złoty medalista olimpijski z Melbourne.
Zawody w 1956 były jego jedynymi igrzyskami olimpijskimi. Zwyciężył w klasie 12 m Sharpie. Partnerował mu Peter Mander.